# Studio Adrien Gardère
Pour les articles homonymes, voir Gardère (homonymie).
Le Studio Adrien Gardère est un studio de design français basé à Paris et spécialisé dans la scénographie de musée, d’exposition, la programmation et le design d’objet. Ses scénographies répondent plus particulièrement aux enjeux artistiques et aux attentes des visiteurs à travers des expériences visuelles et pédagogiques qui le place au centre de son parcours de visite. En mettant en espace les œuvres tout en permettant une liberté de cheminement du public, le Studio Adrien Gardère revendique dès lors une proximité entre design, architecture et scénographie.

## Historique
Après une formation d’ébéniste à l’école Boulle, Adrien Gardère rejoint l’École nationale supérieure des arts décoratifs où il poursuit un cursus de designer produit qui le mène vers le design d’édition chez Artemide, Ligne Roset ou encore Cinna. À travers ces différentes collaborations, il  a travaillé avec des architectes tels que Foster + Partners, SANAA ou Fumihiko Maki.
Designer de mobilier et d’éclairages, Adrien Gardère fonde le Studio Adrien Gardère en 2000 et le spécialise dans la scénographie de musée, d’exposition, la programmation et le design d’objet. Il a notamment réalisé la scénographie du Musée du Louvre Lens, du musée islamique du Caire, du musée Aga Khan, de Toronto et de la Royal Academy of Arts de Londres, et conçu la rénovation de la galerie de la mode au Musée des Arts Décoratifs. Il a également collaboré à l’élaboration de nombreuses expositions temporaires, en particulier la rétrospective Giacometti au Yuz Museum de Shanghai.
En France, le Studio Adrien Gardère a réalisé la muséographie et la scénographie de Narbo Via à Narbonne et du nouveau musée de Cluny à Paris, collaborant ainsi avec les architectes Foster + Partners et Bernard Desmoulin.